# XPo (Inschrift)
XPo ist die Abkürzung einer Inschrift von Xerxes I. (X). Sie wurde in Persepolis (P) entdeckt und von der Wissenschaft mit einem Index (o) versehen. Die Inschrift liegt in altpersischer Sprache vor und ist nur fragmentarisch erhalten.

## Inhalt
„Es kündet Xerxes, …“

## Beschreibung
Die Inschrift XPo ist einsprachig auf zwei oder drei Fragmenten von Säulenbasen überliefert, die aus dem Palast des Xerxes I. in Persepolis stammen. Die Bruchstücke wurden 1939 im Schutt von Palast D und im Raum 4 der Beamtenunterkünfte gefunden und 1953 veröffentlicht. Der vollständige Wortlaut stimmt wahrscheinlich mit dem zweiten Paragraphen der Inschrift XPj überein, aber wegen der Einsprachigkeit gegenüber der Mehrsprachigkeit von XPj wurde XPo von dieser separiert.
Das Bruchstück, das 1953 veröffentlicht wurde, trägt im Katalog von Erich Friedrich Schmidt die archäologische Objektbezeichnung PT7 289. Der aktuelle Standort ist unbekannt.